# Rafflesiaceae
Rafflesiaceae, biljna porodica u redu malpigijolike s tridesetak vrsta biljaka koja je dobila ime po rodu Rafflesia, cvijetu lešini, koji je ovo ime dobio po neugodnom smradu koji ispušta cvijet, kojim privlači kukce oprašivače.

## Opis
Rafflesiaceae, su porodica cvjetnica (red Malpighiales) poznata po tome što je striktno parazitska na korijenju ili stabljici drugih biljaka i po izvanrednim oblicima rasta koji se pokazuju kao prilagodbe ovom načinu prehrane. Članovi porodice su endoparaziti, što znači da su vegetativni organi toliko reducirani i modificirani da tijelo biljke postoji samo kao mreža nitastih staničnih niti koje gotovo u potpunosti žive unutar tkiva biljke domaćina. Ne postoje zelena fotosintetska tkiva, lišće, korijenje ili stabljike u općeprihvaćenom smislu, iako ostaci lišća postoje kod nekih vrsta kao ljuske. Međutim, cvjetovi su dobro razvijeni i mogu biti izuzetno veliki.
Porodica Rafflesiaceae uključuje sljedeća tri roda, uglavnom u suptropima Starog svijeta: Rafflesia (oko 28 vrsta), Rhizanthes (4 vrste) i Sapria (1 ili 2 vrste). Taksonomija porodice bila je sporna, posebno s obzirom na poteškoće u dobivanju uzoraka za proučavanje. Grupa se ranije sastojala od sedam rodova, na temelju morfoloških sličnosti, ali molekularni dokazi doveli su do dramatične reorganizacije botaničkog klasifikacijskog sustava Angiosperm Phylogeny Group III (APG III). Rodovi Bdallophytum i Cytinus prebačeni su u porodicu Cytinaceae (red Malvales), a rodovi Apodanthes i Pilostyles premješteni su u porodicu Apodanthaceae (red Cucurbitales).
Rod čudovišnog cvijeta (Rafflesia) sastoji se od oko tridesetak vrsta porijeklom iz jugoistočne Azije, od kojih su sve parazitske na korijenju Tetrastigma loze (obitelj Vitaceae). Rod uključuje divovski R. arnoldii, ponekad poznat kao “mrtvački cvijet”, koji proizvodi najveći poznati pojedinačni cvijet od bilo koje biljne vrste na svijetu i nalazi se u šumovitim planinama Sumatre i Bornea. Njegov potpuno razvijen cvijet izgleda iznad zemlje kao debela mesnata struktura s pet režnjeva teška do 11 kg (24 funte) i široka gotovo jedan metar (oko jedan jard). Ostaje otvoren pet do sedam dana, ispuštajući smrdljiv miris koji privlači muhe koje se hrane strvinama, za koje se vjeruje da su oprašivači. Boja cvijeta je crvenkasta ili purpurno smeđa, ponekad u šarama, sa spolnim organima u središnjoj čašici. Plod je bobica koja sadrži ljepljive sjemenke za koje se smatra da ih šire glodavci koji se hrane voćem. Ostali članovi roda imaju sličnu reproduktivnu biologiju. Najmanje jedna vrsta (R. magnifica) navedena je kao kritično ugrožena na Crvenom popisu ugroženih vrsta IUCN-a.
Cvjetovi roda Sapria slični su cvjetovima rafflesia i također imaju miris strvine. Članovi roda Rhizanthes daju cvjetove s nektarijima, a neke vrste nemaju neugodan miris. Poznato je da jedna vrsta, Rhizanthes lowii, stvara toplinu svojim cvjetovima i pupoljcima, što je prilagodba koja može pomoći u privlačenju oprašivača. Vrste Sapria i Rhizanthes smatraju se rijetkima i prijeti im gubitak staništa.
Opisana je u Analyse des Familles des Plantes 13–14. 1829.

## Rodovi
1. Rafflesia R.Br. (38 spp.)
2. Rhizanthes Dumort. (4 spp.)
3. Sapria Griff. (4 spp.)